# Małoje Zapatoczcza
Małoje Zapatoczcza (biał. Малое Запаточча; ros. Малое Запоточье; pol. hist. Zapotocze) – wieś na Białorusi, w obwodzie mohylewskim, w rejonie mohylewskim, w sielsowiecie Siemukaczy. Położona jest nad Arlanką, w pobliżu jej ujścia do Druci.
Do 1917 położone było w Rosji, w guberni mohylewskiej, w powiecie bychowskim. Następnie w granicach Związku Sowieckiego. Od 1991 w niepodległej Białorusi.